# Evangelische Kirche (Frankershausen)

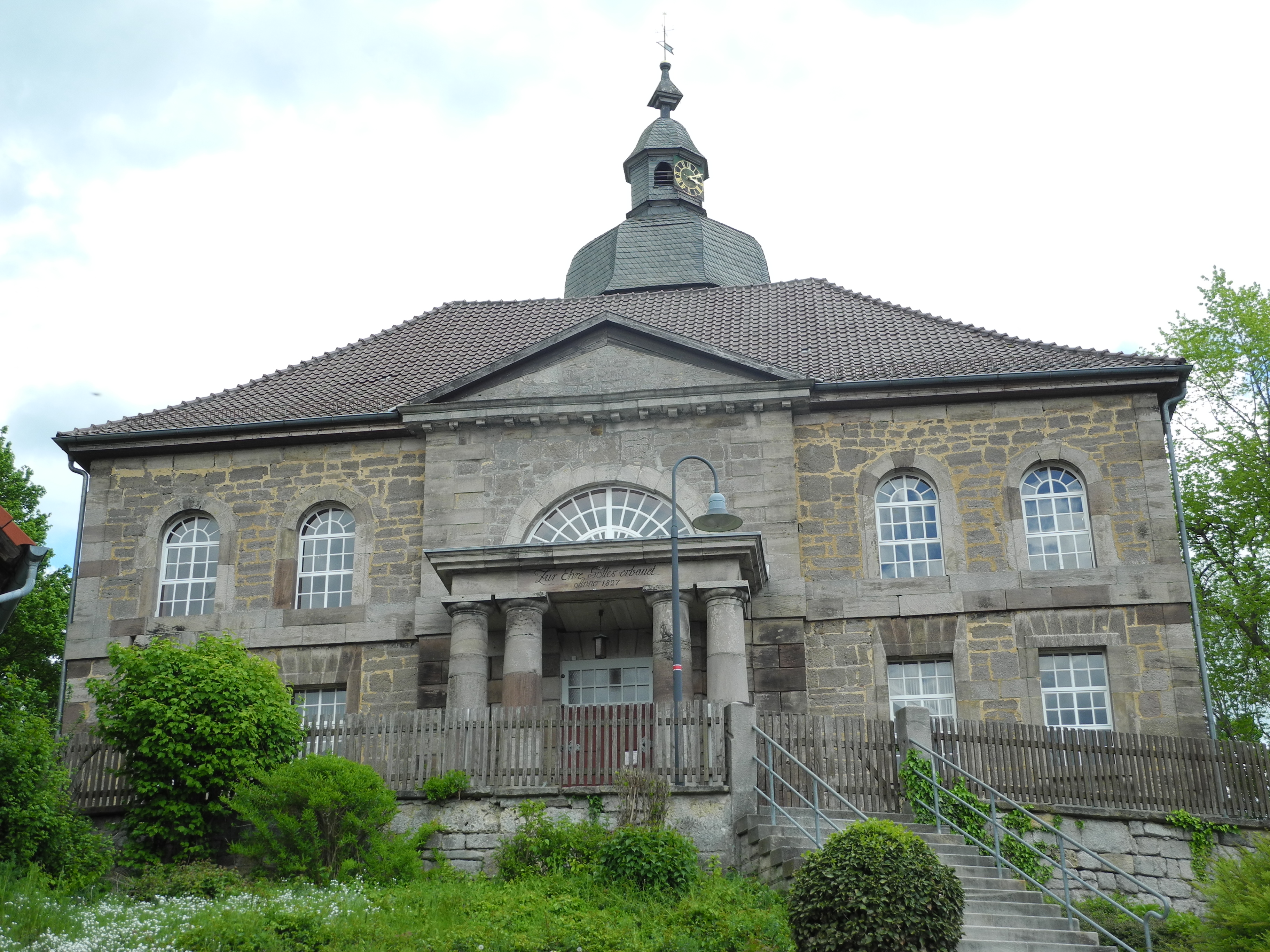
Evangelische Kirche Frankershausen

Die Evangelische Kirche Frankershausen ist ein denkmalgeschütztes Kirchengebäude, das im Ortsteil Frankershausen von Berkatal im Werra-Meißner-Kreis (Hessen) steht. Die Kirchengemeinde gehört zum Kirchenkreis Werra-Meißner im Sprengel Kassel der Evangelischen Kirche von Kurhessen-Waldeck.

## Beschreibung
An einen romanischen, in der Gotik veränderten Chorturm aus Bruchsteinen wurde nach Westen 1827/28 eine klassizistische Querkirche nach  einem Entwurf von Johann Friedrich Matthei aus Quadermauerwerk angebaut. Der Kirchturm erhielt einen achteckigen, verschieferten Aufsatz, der mit einer glockenförmigen Haube bedeckt ist, auf der eine Laterne mit dem Zifferblatt der Turmuhr sitzt. Das Portal befindet sich in einem mit einem Tympanon bedeckten Risalit auf der Längsseite gegenüber dem Turm. Die Verdachung wird flankiert von jeweils zwei dorischen Säulen. 
Im heute abgetrennten Chor ist das gotische Kreuzrippengewölbe erhalten. Das Kirchenschiff ist mit einem Walmdach bedeckt und hat im Innenraum umlaufende Emporen. Die Kanzel steht hinter dem Altar. Die Orgel wurde 1829/30 von Eobanus Friedrich Krebaum gebaut. Sie hat heute 17 Register, zwei Manuale und ein Pedal.